# Condado de Caddo
O Condado de Caddo é um dos 77 condados do estado norte-americano de Oklahoma. A sede do condado é Anadarko, que é também a sua maior cidade. O condado foi fundado em 1901 e recebeu o seu nome em homenagem à tribo Caddo, que colonizou a região em 1870.
O condado tem uma área de 3342 km² (dos quais 31 km² estão cobertos por água), uma população de 30 150 habitantes, e uma densidade populacional de 24 hab/km² (segundo o censo nacional de 2000).

## Ligações externas

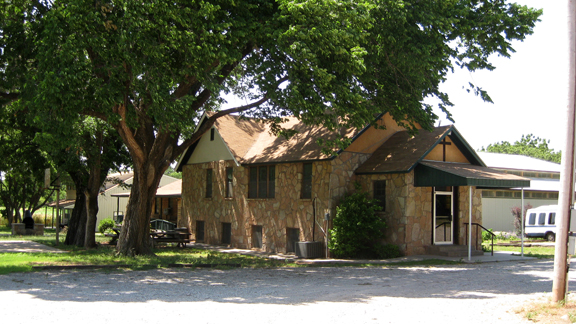
A Redstone Baptist Church, no condado de Caddo, Oklahoma.

## Cidades e vilas
- Anadarko
- Apache
- Binger
- Bridgeport
- Carnegie
- Cement
- Cogar
- Cyril
- Eakly
- Fort Cobb
- Gracemont
- Hinton
- Hydro
- Lookeba
- Pine Ridge
- Spring Creek